# Josep Pau i Pernau
Josep Pau i Pernau (Arbeca, Garrigues, 25 de maig del 1952) és un sindicalista i polític català.

## Biografia
Fill d'agricultors, treballa en el camp des dels 14 anys. Estudià batxillerat i diversos cursos agrícoles, així com Ciències Polítiques a la UNED.
Als 17 anys milita en la JARC (Joventut Agrària i Rural Catolica), arribant a formar part del seu Secretariat Nacional i de la Comissió Permanent. Milita en 1975 al Front Nacional de Catalunya, i fou acusat juntament amb Àlvar Valls i Oliva, Josep Lluís Pérez i Montserrat Tarragó va participar en l'incendi dels dipòsits de Aceites Catalanes Centro, SA (Acacesa), en la matinada del 13 de gener de 1976. Poc després se separà del FNC per a militar al PSC-Reagrupament. Fou un dels artífex de la fundació d'Unió de Pagesos.
A les eleccions generals espanyoles de 1977 fou diputat per la província de Lleida pel Pacte Democràtic per Catalunya i a les eleccions municipals espanyoles de 1979 fou escollit alcalde d'Arbeca. Durant la campanya electoral fou acusat d'amagar a casa seva els militants d'EPOCA que participaren en els atemptats de Josep Maria Bultó Marquès i Joaquim Viola i Sauret en 1977. A les eleccions generals espanyoles de 1979 fou novament elegit diputat pel PSC-PSOE, càrrec que repetí a les eleccions generals espanyoles de 1982, 1986, 1989 i 1993. Des de l'any 1985 fins al 1995 fou President de la Comissió d'Agricultura del Congrés dels Diputats. També ha estat Conseller comarcal de Les Garrigues, Conseller-Delegat de Mercolleida i membre del Consell Social de la Universitat de Lleida i Membre del Gabinet de l'Alcalde de Lleida.
L'any 2003 fou nomenat Secretari General del Departament d'Agricultura, Ramaderia i Pesca de la Generalitat de Catalunya. També ha estat president de Regs de Catalunya, Reg Sistema Segarra-Garrigues i Promotora d'Exportacions Catalanes.